# Vanhouttea fruticulosa
Vanhouttea fruticulosa là một loài thực vật có hoa trong họ Tai voi. Loài này được (Glaz. ex Hoehne) Chautems miêu tả khoa học đầu tiên năm 1990.